# ماسه‌کن
ماسه‌کن (نام علمی: Creediidae) نام یک تیره از راسته سوف‌ماهی‌سانان است.